# Obona
Obona (en asturiano y oficialmente Oubona) es una parroquia del concejo de Tineo, Asturias, España, y una aldea de dicha parroquia.
La aldea de Obona se sitúa al oeste de la villa de Tineo, a una distancia de 9,6 kilómetros por la carretera AS-350 (Piedrafita - Bárcena del Monasterio).

## Localidades
La parroquia de Obona tiene una población de 226 habitantes (2008) y, según el nomenclátor de 2008 está formada por las siguientes localidades:
- Berrugoso (casería, Verrugosu): Deshabitada
- Cerezal (aldea, Zreizar): 47 habitantes
- La Fayona (casería): Deshabitada
- Murias (aldea): 45 habitantes
- Obona (aldea, Oubona): 70 habitantes
- Piedratecha (casería, La Venta Paratecha): 4 habitantes
- Robledo de Obona (casería, Robléu): 13 habitantes
- Las Tiendas (casería): Deshabitada
- Villaluz (aldea, Viḷḷaḷḷuz): 47 habitantes

## Patrimonio
Es conocida por el monasterio de Santa María la Real de Obona, un templo benedictino declarado Monumento Nacional el 14 de mayo de 1982.

## Etimología
Etimológicamente la palabra Obona proviene de Oubona, Aubona, Aqua-Bona, agua buena que se refería al valle. En este valle se encuentra la fuente del Matoxo, un manantial de agua de gran calidad en las inmediaciones al monasterio, que adquirió gran fama gracias a fray Benito Jerónimo Feijoo Montenegro quien pasaba largas temporadas de descanso en el monasterio. Este manantial de denomina también Fuente de Feijoo en su honor.